# Isopogon linearis
Isopogon linearis (лат.) — кустарник, вид рода Изопогон (Isopogon) семейства Протейные (Proteaceae), эндемик юго-западного региона Западной Австралии.

## Ботаническое описание
Isopogon linearis — небольшой кустарник 0,5-1,5 м высотой с ветвями, покрытыми прямыми волосками. Опушённые плоские листья очередные, длиной 25-90 мм и шириной 2-7 мм примерно одинаковой ширины по всей длине с гладкими краями. Соцветие розовое. Опушённый околоцветник длиной 20-24 мм. Длина пестика составляет 20-25 мм. Цветёт в августе, сентябре или октябре.

## Таксономия
Впервые этот вид был описан в 1855 году ботаником Карлом Мейсснером в журнале Hooker’s Journal of Botany and Kew Garden Miscellany. В 1891 году немецкий ботаник Отто Кунце опубликовал Revisio generum plantarum, свой ответ на то, что он считал отсутствием метода в существующей номенклатурной практике. Поскольку Isopogon был основан на Isopogon anemonifolius, и этот вид уже был помещён Ричардом Солсбери в отдельный род Atylus в 1807 году, Кунце возродил последний род на основании приоритета и создал новую комбинацию Atylus linearis для этого вида. Однако ревизионная программа Кунце не была принята большинством ботаников. В конце концов, род Isopogon был номенклатурно сохранён над Atylus Международным ботаническим конгрессом 1905 года.
Принятое описание Isopogon linearis дано Форманом в 1995 году во Flora of Australia.

## Распространение и местообитание
Эндемик Западной Австралии. Растёт в районе Эйвон-Уитбелт, песчаных равнинах Джералдтона и прибрежной равнины Суон на юго-западе Западной Австралии.

## Охранный статус
Isopogon linearis классифицирован Министерством парков и дикой природы правительства Западной Австралии как «не находящийся под угрозой исчезновения». Международный союз охраны природы классифицирует природоохранный статус вида как «уязвимый».